# DKSH
DKSH（ディーケーエスエイチ、ドイツ語: DKSH Holding AG）は、アジア地域を中心に、法人を対象とする包括的事業サポートサービスを提供する商社。外資系企業でありながら日本で創業されたユニークな経歴を有する。日本においてはDKSHジャパン株式会社およびDKSHマーケットエクスパンションサービスジャパン株式会社が事業を展開。本社をスイス・チューリッヒに置き、世界37カ国以上で取引を展開している。スイス証券取引所上場企業（SIX: DKSH）。

## 沿革
DKSHは19世紀にスイス人起業家がアジア地域（横浜、マニラ、シンガポール）で設立した商社にルーツを持つ。社名はDiethelm Keller Siber Hegnerの略であり、前身となった3つの企業、Diethelm&Co.Ltd、Ed. A. Keller&Co.、シイベルヘグナー・エンド・カンパニー（SiberHegner&Co.）に由来する。
3社のうち、シイベルヘグナー・エンド・カンパニーの前身であるシイベル・ブレンワルド商会（Siber&Brennwald）は、ヘルマン・シイベル（Hermann Siber）がスイス政府派遣の通商使節団員であるカスパー・ブレンワルド（Caspar Brennwald）と共同で、1865年（慶応元年）に横浜で創業した最も古い会社であり、DKSHの歴史の始まりに位置づけられている。当時「横浜甲90番館」と呼ばれたシイベル・ブレンワルド商会の商館は、日本の生糸取引の中心で「生糸王国日本」を築きあげる上で大きな役割を果たした。また、国内初のガス事業にも参画し、横浜および銀座における日本初のガス灯建設にも尽力した他、明治時代中期には時計・機械等の輸入を開始するなど、商社として多くの足跡を残した。一方、エドゥアール・アントン・ケラー（Eduard Anton Keller）は、1868年にマニラのC. Lutz&Co.（1866年設立）に入社し、1887年に同社の経営を引き継いでEd.A.Keller&Co.を設立した。また、ヴィルヘルム・ハインリッヒ・ディートヘルム（Wilhelm Heinrich Diethelm）は、1871年にシンガポールのHooglandt&Co.（1860年設立）に入社し、1887年に同社を買収しDiethelm&Co.Ltdを設立、石油とゴムの取引における有力企業となった。
シイベル・ブレンワルド商会、Ed.A.Keller&Co.、Diethelm&Co.Ltdの3社は、日本から世界への生糸輸出や、スイスからアジアへの消費財輸出を軸に取引を拡大、19世紀の終わりまでに、3社はチューリッヒに拠点を設けた。シイベル・ブレンワルド商会は1900年にシイベルウォルフ商会となり、1910年、株式会社のシイベルヘグナー・エンド・カンパニーとなった。20世紀前半にシイベルヘグナー・エンド・カンパニーは日本と中国で、Ed.A.Keller&Co.はフィリピンと香港で、Diethelm&Co.Ltdはシンガポール・インドネシア・タイ・マレーシアで、それぞれ取引を展開、東南アジア地域の独立が相次いだ第二次世界大戦後に、各社はそれまでのテリトリーを越えた取引を行うようになった。1932年、シイベルヘグナー・エンド・カンパニーは本社をチューリッヒに移転、1964年にシイベルヘグナー・ホールディング・リミテッド（SiberHegner Holding Ltd.）となった。1972年、欧州での戦略強化のために、オランダ、ドイツ、オーストリアに子会社を持つダッチ・ハンデルス・フォルケール・グループを吸収、1976年、スイスのアンバサダー・グループ各社を吸収した。
2000年にEdward Keller Holding Ltd.とDiethelm Holding Ltd.が合併しDiethelm Keller Holding Ltd.が設立、同社は各創業者の子孫によるファミリー企業としての性格を保持した。続いて2002年6月19日、シイベルヘグナー・ホールディング・リミテッドとDiethelm Keller Services Asia Ltd.が合併しDKSH Holding Ltd.が発足、以降、ドラスティックな事業の再編成が行われ事業重複を解消、またマレーシアのEAC Transportや韓国のKose Logistics Co. Ltd.を買収するなど規模の拡大が行われ、オーストラリアにも事業を拡大した。2012年3月、スイス証券取引所に上場し、株式公開会社となった。株主構成では、DKSH発足以前からの私企業Diethelm Keller Holding Ltd.が、株式の45%を保有している。現在DKSHは、グローバルレベルでは消費財事業、ヘルスケア事業、生産資材事業、テクノロジー事業の4部門で構成され、日本においては、DKSHジャパン株式会社が生産資材事業を、DKSHマーケットエクスパンションサービスジャパンが消費財事業・テクノロジー事業を展開し、3部門から構成されている。

## DKSHジャパン
現存する外資系企業としては屈指の歴史を有する。取り扱い品目は各種分析装置、機械、腕時計、高級万年筆、医薬品原料、化学品原料、食品飲料原料等多岐に渡る。「日本シイベルヘグナー」として運営されてきたが、2009年4月1日、本社DKSHグループとの商号統一のため、社名を「DKSHジャパン」へ変更。2021年8月12日、DKSHグループの世界的な方針により、テクノロジー事業部門及び消費財事業部門を分社化し、新会社「DKSHマーケットエクスパンションサービスジャパン株式会社」を設立。DKSHジャパン株式会社は生産資材事業を運営している。

### 事業所
- DKSHジャパン・DKSHマーケットエクスパンションサービスジャパン株式会社 本社：東京都港区三田3-4-19（DKSH三田ビルディング）
- テクノロジー事業部門 技術サービスセンター（TRC）：東京都大田区平和島6-5-18 東京流通センター物流ビルD棟
- 埼玉ショールーム：埼玉県春日部市大沼4-36-1
- 大阪サービスセンター（テクノロジー事業部門）：大阪府吹田市広芝町2-3
- 大阪支店：大阪府大阪市中央区南船場4-3-11（大阪豊田ビル）
- DKSH横浜サービスセンター：神奈川県横浜市磯子区新磯子町6-1
- DKSH袋井流通センター：静岡県袋井市山科2819
- 神戸営業所：兵庫県神戸市灘区摩耶埠頭

### 歴史

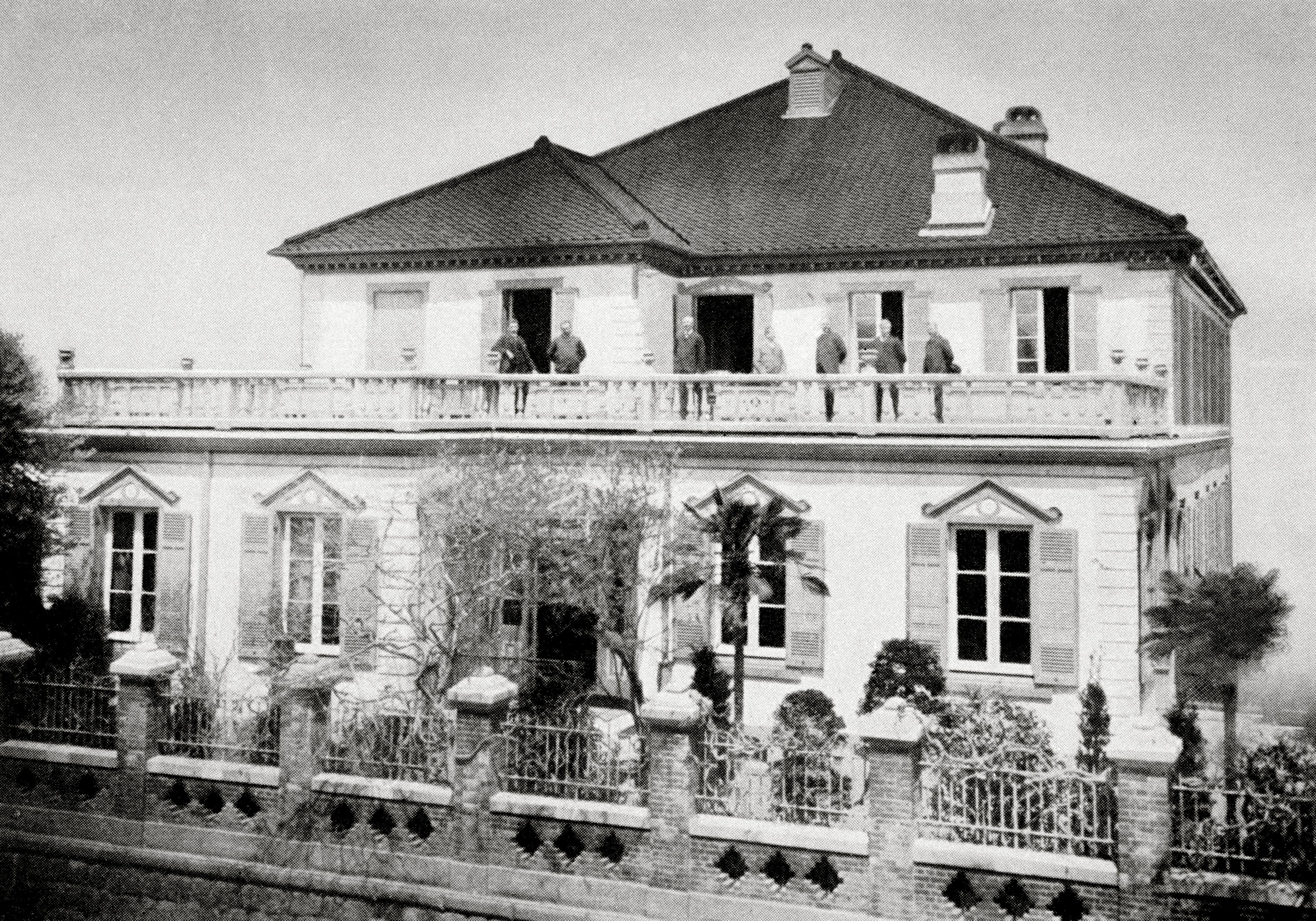
往時の横浜商館 (1866-1923)

#### 1800年代
- 1863年5月21日（文久3年4月4日） - スイス政府派遣の通商使節団が、オランダ汽船「メデューサ号」で来日。一行の中にカスパー・ブレンワルドという青年がいた。
- 1865年（慶応元年） - 11月28日付ロンドン発の書簡にて、横浜にシイベル・ブレンワルド商会の設立を発表。資本金は1万UKポンド。ブレンワルドのパートナーにヘルマン・シイベルが選ばれた。
- 1866年（慶応2年） - カスパー・ブレンワルドが駐日スイス総領事に就任。また、天皇から横浜での土地入手に関する権利を与えられる。この年、初めてスイス製品が日本に輸入される。
- 1872年（明治5年） - 1874年にかけて高島嘉右衛門と協力して横浜に次いで東京銀座にガスプラントを設置し、日本初のガス燈を灯す。
- 1888年（明治21年） - シイベル・ブレンワルド商会の経営に創立者ヘルマン・シイベルの甥、ロバート・ヘグナー・フォン・ユバルタが参加。シイベル・ブレンワルド商会より時計を仕入れたとの記述。
- 1898年（明治31年） - スイスからオメガの時計を輸入。
- 1899年（明治32年） - カスパー・ブレンワルド死去。

#### 1900年代
- 1900年（明治33年） - ブレンワルドの死去に伴い，社名をシイベルウォルフ商会に変更。
- 1903年（明治36年） - 日本蚕糸業での業績が認められ、大日本蚕糸会会長松平正直男爵より表彰される。
- 1906年（明治39年） - 1921年にかけて神戸、大阪、東京、上海に支店を開設。
- 1910年（大正10年） - 社名をシイベルヘグナー・エンド・カンパニーと改称。
- 1923年（大正12年） - 関東大震災により、横浜本社は壊滅的な打撃を受ける。被害総額は1千万スイス・フラン超。
- 1932年（昭和7年） - 株式会社に改組し、本社をスイスのチューリッヒに移転。
- 1952年（昭和27年） - シイベルヘグナー・エンド・カンパニー・リミテッド日本支社にシイベル機械の前身にあたる機械部が設けられた。
- 1964年（昭和39年） - チューリッヒにシイベルヘグナー・ホールディング・リミテッドを設立。これを機にグループ再編に着手し、1965年にかけて極東地区の各支店をシイベルヘグナー・グループ内の独立法人とした。
- 1965年（昭和40年） - 創業100年を機に日本法人化。日本シイベルヘグナー株式会社設立。シイベル時計株式会社を設立。
- 1967年（昭和42年） - シイベル精器株式会社が東京に設立され、シイベルヘグナー・エンド・カンパニー・リミテッド日本支社機械部の機器営業部門が全て同社へ移された。
- 1968年（昭和43年） - ロンドンにある英国の会社L.J.リッカーズ・エンド・カンパニー・リミテッドがシイベルヘグナー・グループ傘下となる。シイベル精器株式会社をシイベル清光株式会社へ社名変更。
- 1970年（昭和45年） - シイベル機械株式会社を東京に設立。
- 1974年（昭和49年） - シイベルヘグナー・ホールディング・リミテッドの資本金を1千万スイスフランに増資。これを機にグループ各社の社員に持株を認める。ライカの代理店をシュミット商会から引き継だ。
- 1977年（昭和52年） - シイベル清光株式会社がシイベル機械株式会社に合併。
- 1981年（昭和56年） - 新しい本社ビルがチューリッヒに完成。
- 1986年（昭和61年）4月1日 - 日本シイベルヘグナー株式会社はシイベル時計株式会社を吸収合併し，消費物資事業部門がその全業務を引き継いだ。
- 1988年（昭和63年） - 1865年シイベルヘグナーが横浜に設立されたその土地に，シイベルヘグナービルディングが建設される。
- 1991年（平成3年）1月1日 - 日本シイベルヘグナー株式会社がシイベル機械株式会社を合併し、全業務を承継。
- 1992年（平成4年） - シイベルヘグナー磯子サービスビルディングが完成。洋菓子開発研修センター、食品応用開発研究室及び医薬品原料試験室を設置。
- 1993年（平成5年） - 日本シイベルヘグナー本社がシイベルヘグナー三田ビルディングに移転し、シイベルヘグナー流通配送センターが袋井市にオープン。
- 1994年（平成6年） - オメガの販売権が1月1日付でSMH株式会社へ移管。
- 1997年（平成9年）1月1日 - テクニカルプロダクツ事業部門のメトラービジネスがメトラー・トレド株式会社に移管。
- 1998年（平成10年） - 社員参加証券を記名株に変更。同時にシイベルヘグナー・ホールディング・リミテッドの資本金を1,200万スイス・フランに増資，新たなコーポレイト・アイデンティティを導入。
- 1999年（平成11年） - シイベルヘグナー・ホールディング・リミテッドの資本金を1,600万スイスフランに増資。

#### 2000年代
- 2001年（平成13年）11月 - 横浜のシイベルヘグナービルディングを売却。
- 2002年（平成14年） - シイベルヘグナー・ホールディング・リミテッドとディトヘルム・ケラー・サービス・アジア社が合併。シイベルヘグナー・ホールディング・リミテッドの資本金を1,600万スイス・フランに増資。ディーケーエスエイチ・ホールディング・リミテッド（DKSH Holding Ltd ）が発足。
- 2009年（平成21年） - DKSHジャパン株式会社に商号変更。
- 2011年（平成23年）1月1日 - ミクロン・マシニングの日本事業を買収[3]。
- 2021年（令和3）8月12日、DKSHグループのスイス本社が主導する組織再編に伴い、テクノロジー事業部門と消費財事業部門を分社化し、新会社「DKSHマーケットエクスパンションサービスジャパン」を設立。